# Joan Rigol
Joan Rigol Roig (Torrellas de Llobregat, 4 de abril de 1943 - Barcelona, 7 de mayo de 2024) fue un político español, presidente del Parlamento de Cataluña (1999-2003).

## Biografía
Doctor en Teología por la Facultad de Teología de Cataluña en 2008, por la tesis Fundamento teológico de la dignidad de la persona en la filosofía política de Jacques Maritain.
En 1976 se afilió a Unión Democrática de Cataluña, partido del que fue presidente desde 1987 hasta 2000. Fue diputado en el Congreso de los Diputados los años 1979-1980. Nombrado consejero de Trabajo en la II legislatura (1980-1984), fomentó el diálogo entre la patronal y los sindicatos, y coordinó los esfuerzos de las administraciones para hacer disminuir en los parados los efectos de la grave crisis económica. Consejero de Cultura en la siguiente legislatura (1984-1985), promovió un Pacto Cultural con todas las fuerzas políticas, implicando a un amplio abanico de intelectuales de ideologías diversas, procurando la coordinación de todas las administraciones catalanas en el fomento de la cultura.
Diputado del Parlamento de Cataluña en la III (1988-1992) y IV legislaturas (1992-1995), presidió la Comisión de Justicia, Derecho y Seguridad Ciudadana, al inicio de la sexta legislatura fue elegido presidente del Parlamento de Cataluña (1999-2003). Fue vicepresidente primero del Senado en las legislaturas V y VI (1993-1999).
El 20 de junio de 2015 dejó Unión Democrática de Cataluña después de que rompiera su coalición con Convergencia, e ingresó poco después en la recién creada formación Demócratas de Cataluña.